# NK Ponikve Zagreb
NK Ponikve je nogometni klub iz Zagreba.
U sezoni 2024./25. natječe se u 3. NL – Centar.

## Povijest
Nogometna lopta u Stenjevcu se počela okretati neposredno nakon završetka 2.svjetskog rata. Pripadnici tadašnje narodne armije se uključuje u razne aktivnosti mještana,a između ostalih i sportskih, a nama najzanimljivije nogometne aktivnosti. Na današnjoj lokaciji kluba mještani Stenjevca osposobili su prvo nogometno igralište te u dogovoru s pripadnicima Tenkovske jedinice, okupila se jedna skupina mladeži i početkom lipnja 1945. odigrala prvu nogometnu utakmicu. Rezultat je bio 2:1 za Tenkovsku brigadu a samoj utakmici su prisustvovali gotovo svi mještani Stenjevca i okolnih sela te je to bio događaj za mlade,stare,a posebno za djecu.
Igrači su nastupili u civilnoj opremi i bosi,a prva lopta je bila poklon poznatog sportskog radnika, Andrije Matića. Prvi sastav koji je nastupio pod današnjim imenom Ponikve je: Bruno Žerjav,Ivan Podgoršek, Josip Marković, Željko Zlatić, Nikola Svetličanin, Drago Brož, Franjo Dukanović, Viktor Vuletić, Zvonko Rupčić, Anton Potočnik i Erich Štrukelj.
Potkraj te godine, prva momčad je odigrala i s kombiniranim sastavom NK Dinama prijateljsku utakmicu u kojoj su poraženi s 5:0,ali osim rezultata to je bio doživljaj kojeg se i dan danas mnogi sjecaju.
FD "Ponikve" su prve prvenstvene utakmice odigrale krajem travnja 1945. gdje su krenuli s nastupom u Nogometnom prvenstvu okruga Zagreba, gdje su između ostalih nastupali velika većina i današnjih zagrebačkih klubova s kojima se i danas susrećemo u prvenstvenim utakmicama.
25.listopada 1953. godine sazvana je osnivačka skupština Nogometnog kluba Ponikve.Na toj skupštini izabran je i prvi predsjednik NK Ponikvi, Jakov Horvat.Pod novim imenom odigrana je i prva službena utakmica, i to u sklopu natjecanja za kup narodnog sporta, s NK Jedinstvom, 7.ožujka 1954.godine.
Od tada pa do dana današnjeg, kroz mnoge selekcije, razrede natjecanja i generacije prodefiniralo je tisuće nogometaša koji su ovaj klub kroz desetljeća učinili jednim od najčvršćih karika zagrebačkog nogometa te koji je stekao renome jedne od najnogometnijih sredina Grada Zagreba. Jedni od njih su Domagoj Anotlić, Milan Badelj te Hrvoje Štrok.

## Vanjske poveznice
- Službena web-stranica
- Nogometni leksikon